# Cornerpost Peak
Der Cornerpost Peak (englisch für Eckpfostenspitze) ist ein 2160 m hoher Berg im ostantarktischen Viktorialand. In den Concord Mountains ragt er am südöstlichen Ende des Leitch-Massivs auf.
Die Nordgruppe der New Zealand Federal Mountain Club Antarctic Expedition (1962–1963) benannte ihn so, da sie hier die nördlichste Station ihrer Vermessungskampagne im Viktorialand errichtete.